# ثجاثيات
ثَجَّاثِيَّات أو فصيلة ذباب الشتاء أو ترايكوسيريدي (الاسم العلمي: Trichoceridae)، فصيلة حشرات من رتبة ذوات الجناحين. تضم نحو 160 نوعًا معروفًا.